# Alfredo Juárez Zeferino
Alfredo Juárez Zeferino (México, 2000) es agricultor, organizador comunitario e inmigrante en Estados Unidos. Ayudó a fundar Familias Unidas por la Justicia y a aprobar la normativa sobre exposición al calor en Washington. En marzo de 2025 fue detenido por el Servicio de Inmigración y Control de Aduanas de Estados Unidos (ICE).

## Infancia
Lelo emigró a los Estados Unidos cuando era niño, al estado de Washington. Se convirtió en recolector de bayas en Sakuma Brothers Farms. A los 13 años, ayudó a fundar un sindicato local de agricultores llamado Familias Unidas por la Justicia. El sindicato ha sido dirigido por Edgar Franks y José Ramírez.
A los 15 años fue arrestado por conducir en sentido contrario en una calle de sentido único. No tenía licencia de conducir y le mintió a la policía sobre su edad. Lo llevaron al centro de detención del Servicio de Control de Inmigración y Aduanas (ICE) de Tacoma, Washington, y fue puesto en libertad por su edad. Tras el incidente, Lelo presentó una denuncia por perfilado racial contra el departamento de policía local. La ciudad llegó a un acuerdo en el caso por 100.000 dólares. A pesar del incidente, no tiene antecedentes penales.

## Activismo

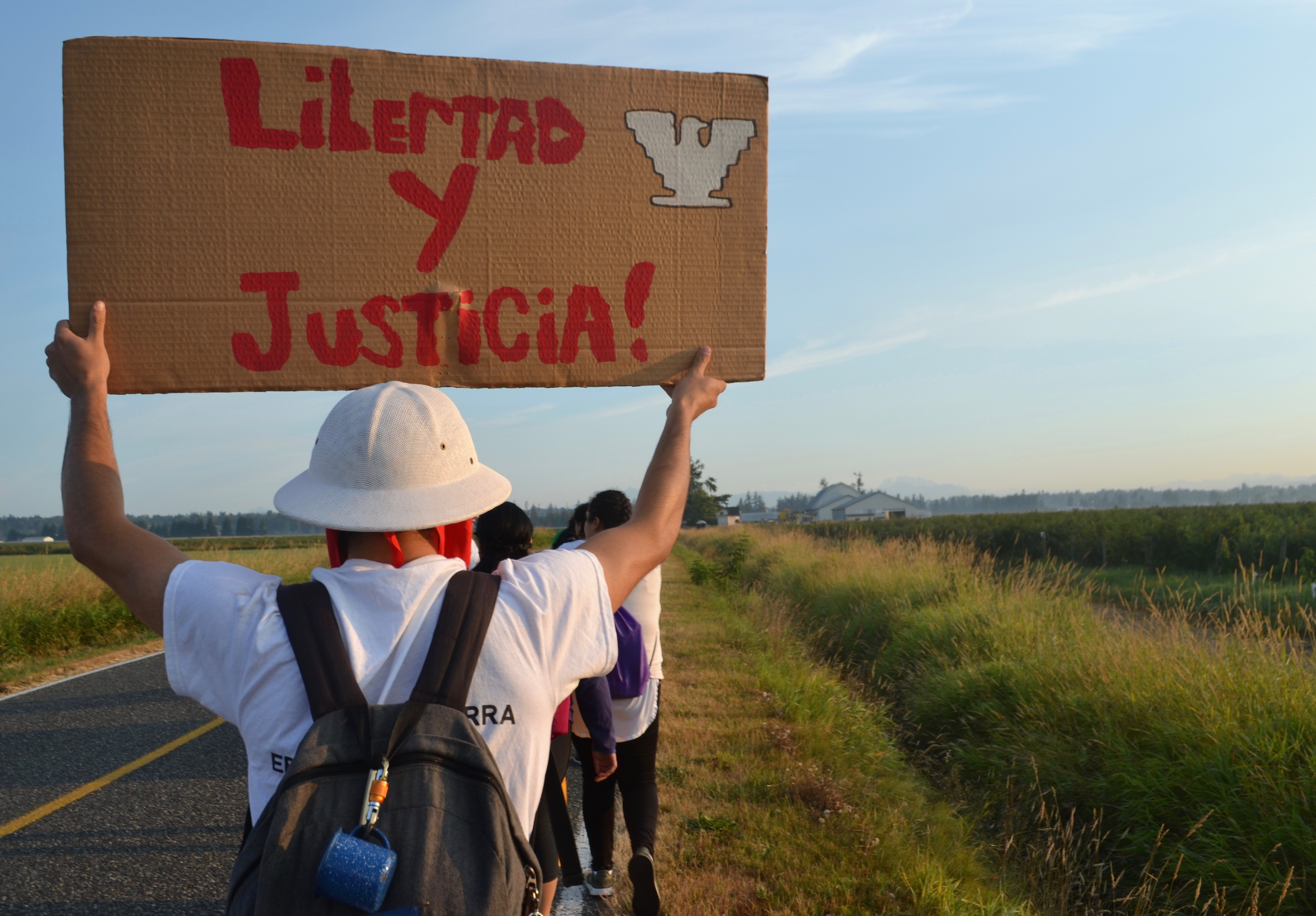
Marcha de Familias Unidas por la Justicia

Lelo es miembro organizador de Community to Community Development, un grupo de defensa de agricultores. Franks atribuye a Lelo haber ayudado a aprobar las normas estatales de 2021 sobre la exposición al calor de los agricultores. Otros agricultores han declarado que Lelo les ayudó a hablar con los legisladores y a hacer huelgas. Estuvo en una Junta Asesora de Inmigración local hasta su disolución. Al momento de su detención trabajaba en una granja de bulbos de tulipán.

## Arresto por parte de ICE
Lelo solicitó Acción Diferida para los Llegados en la Infancia (DACA) en 2015. Los tribunales ordenaron su deportación en 2018, pero no fue arrestado por ICE hasta el 25 de marzo de 2025. Lelo declaró no ser consciente de la orden de deportación. En abril de 2025, su caso fue reabierto por su defensa legal, ya que buscaban eliminar la orden de deportación. Los miembros de Community to Community Development han calificado su detención como políticamente motivada. Su detención provocó protestas de unos 200 sindicalistas locales frente al centro de detención del ICE donde se encontraba. Los manifestantes también destacaron la detención por parte del ICE de Lewelyn Dixon, un técnico de laboratorio local con green card. La senadora Patty Murray destacó la importancia de los casos de Lelo y Dixon. Tras la protesta, Lelo fue trasladado al centro de detención del ICE en Tacoma, Washington. En respuesta a la detención, el congresista Rick Larsen declaró:
En las detenciones en todo el país, la administración Trump y el ICE han afirmado que van tras «lo peor de lo peor» - pero no hay indicios de que Alfredo Juárez Zeferino y las otras personas detenidas hoy representen lo peor de lo peor. Inmigrar a Estados Unidos es legal. Organizar sindicatos es legal.
Kim Lund, alcaldesa de Bellingham, Washington), se hizo eco de la declaración de Larson,
Lelo es un líder de nuestra zona cuyo activismo ha contribuido a poner de relieve las necesidades y los derechos de los inmigrantes y los agricultores. Su voz representa a los miles de personas que trabajan en nuestra región prestando servicios esenciales que nos sustentan a todos. Ha sido un valioso colaborador en las actividades del grupo consultivo municipal, en apoyo de nuestro objetivo común de mantener y proteger los derechos y la dignidad de todos los residentes.
Lelo tiene una vista de inmigración prevista para noviembre de 2025.